# Sverri Egholm
Sverri Egholm (31. august 1930 i Leynar, Færøerne – 24. januar 2001, Tórshavn) var en færøsk skuespiller, bibliotekar og redaktør. Han var redaktør for tidsskriftet Gluggin fra 1955. Fra 1955 til 1963 arbejdede han som bibliotekar og fra 1968 til 1989 som landsbibliotekar for Færøernes Landsbibliotek (Landsbókasavnið).

## Filmografi
- Manden der fik lov at gå (1995)
- Bye bye bluebird (1999)

## Ekstern henvisning
- Sverri Egholm på Internet Movie Database (engelsk)
- Sverri Egholm på Filmdatabasen
- Sverri Egholm på danskefilm.dk
- Sverri Egholm på danskfilmogtv.dk
- Sverri Egholm på Scope
- Sverri Egholm på The Movie Database (engelsk)